# 登利可汗
登利可汗（拉丁转写：Tengri Qaghan；？—741年），後突厥可汗，毗伽可汗之子。

## 生平
734年，毗伽可汗为权臣梅录啜毒杀，在毒发之前成功复仇杀死梅录啜。其子伊然可汗继位。伊然可汗去世，弟登利可汗继位。登利可汗从叔二人，分掌兵马，号左、右设。登利可汗害怕两设专权，与其母合谋，诱斩右设，自统其众。741年7月，左设判阙特勤出兵攻杀登利可汗，改立登利可汗的兄弟。突厥进入全面崩溃阶段。
| 前任： 伊然可汗 | 后突厥可汗 734年—741年或734年—739年或741年—741年 | 繼任： 骨咄葉護可汗 |

## 脚注
1. ↑  意思是“天可汗”。除此之外，初唐皇帝在外交上曾使用天可汗的称号。
2. ↑  据《旧唐书》《资治通鉴》记载伊然可汗很快就死去，《新唐书》记载伊然可汗在位八年去世，一些学者主张伊然可汗、登利可汗为一人，《新唐书》所谓登利可汗，即《资治通鉴》中判阙特勤改立的登利可汗兄弟。
3. ↑  《资治通鉴》
4. ↑  薛宗正《突厥史》
5. ↑  《新唐书》

## 延伸阅读
[在维基数据编辑]
 在维基文库阅读此作者作品
 《舊唐書·卷194上》，出自刘昫《舊唐書》